# 陳煒 (正德舉人)
陳煒（15世紀—16世紀），字孟昭，福建泉州府惠安縣人，明朝政治人物。

## 生平
陳煒和兄弟陳煌都是成化十一年進士陳睿之孫，正德二年（1507年）同中福建鄉試舉人，授常山知縣，為政公平端慎，裁減地方冗費、清除狡猾小人、改正時弊，同時重申訓典、勸學優賢，重修倉庫、儲備穀糧，以循良名聲聞於朝廷，獲賜宴陞任溫州通判，常山任設置去思碑紀念，再陞任上石西州知州致仕，回鄉後行李蕭然，沒有公事不會到官府，待人至誠，與陳煌、幼弟知縣陳煇合稱「三知」。

## 引用
1. 1 2  雍正《惠安縣志·卷二十四·循良》：陳煒，字孟昭，陳煌，字仲熙，大參睿孫，同領正德丁卯鄉薦，煒授常山知縣，裁冗費、除狡獪、矯時弊，以循良聞於朝，賜宴改判溫州，陞上石西州牧致仕歸。……煒兄弟之歸也，垂橐蕭然，出入追隨，非公事不到公庭，以至誠處人，人亦樂親之，季弟煇 傳見孝義 知縣，時稱「三知」云。
2. ↑  光緒《常山縣志·卷三十六·職官》：陳煒 福建晉江縣舉人，嘉靖十年任，煒一作偉，公平端慎，厲廉隅、總體要，思矯時弊成惇大之政，裁節供應徵斂以時，民望大愜，既又申飭訓典、勸學優賢以風倫紀，修倉廩、儲穀備，賑時値大造冊籍，清查浮詭、宿弊頓除，報政之京遷溫倅，有去思碑置縣門。